# Gabriel Caruana

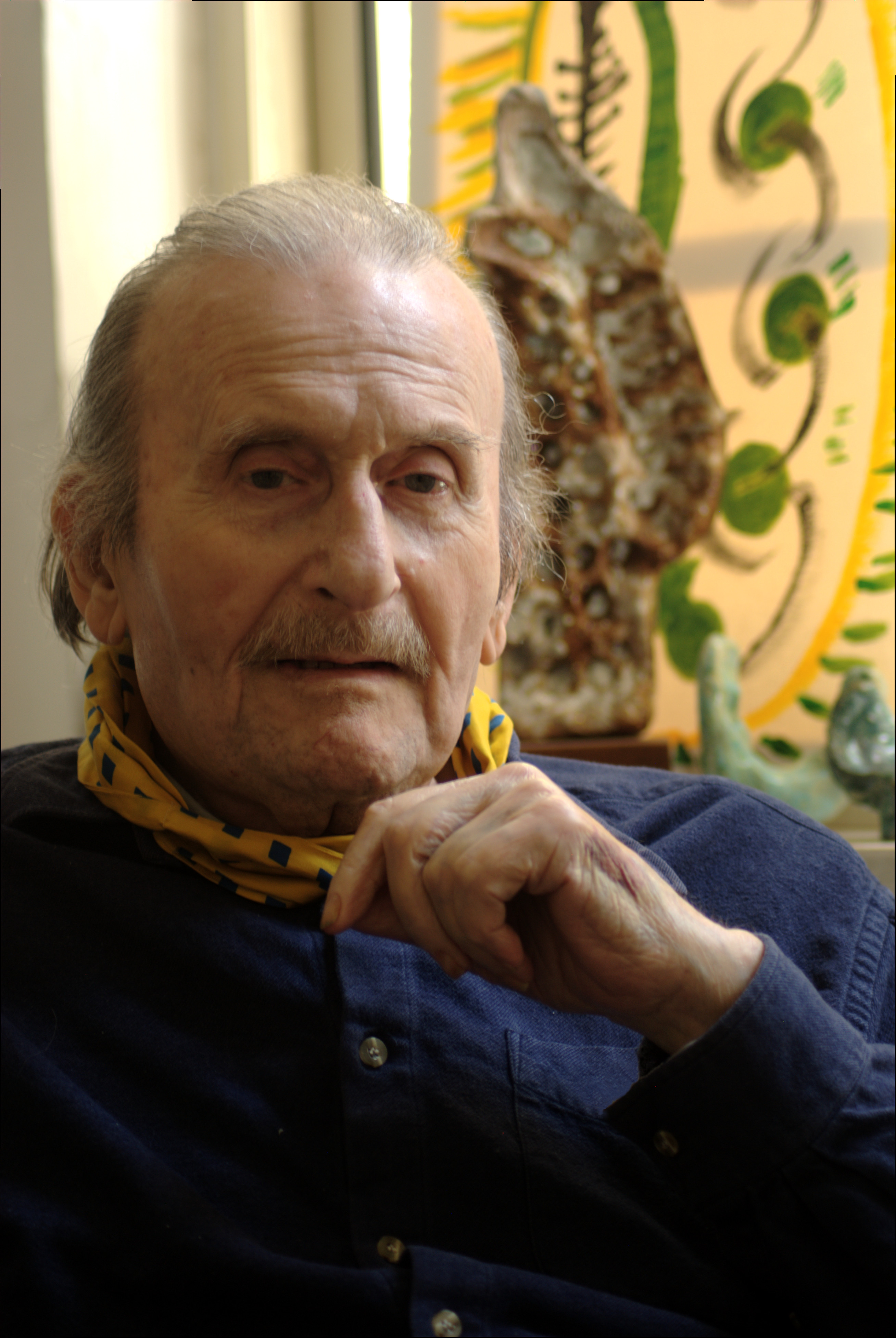
Gabriel Caruana (2016)

Gabriel Caruana (* 7. April 1929 in Balzan, Malta; † 16. Juli 2018 ebendort) war ein maltesischer Künstler, Bildhauer und Keramiker.

## Leben und Werk
Caruana studierte bis 1959 an der Malta School of Art, 1965 an der Akademie der Schönen Künste von Perugia in Italien, 1966 an der Hochschule für kreative Studien in Detroit, Michigan USA und 1967 an der Landesanstalt für Keramik in Faenza.
Seine wesentlichen Lehrer waren der Architekt Victor Pasmore, Vertreter der internationalen modernistischen Bewegung, der maltesische Maler Emvin Cremona und der Bildhauer Vincent Apap, allesamt abstrakte Künstler.
Durch seine Arbeiten betonte er das künstlerische Potenzial von Keramik und sicherte sich den Ruf als einer der führenden Keramiker und Bildhauer Maltas. Er war bestrebt, das Verständnis, die Liebe, zur zeitgenössischen Kunst an die Jugend weiterzugeben: Die Gründung der „Gabriel Caruana Foundation“ bietet (jungen) maltesischen Künstlern Möglichkeiten.
Lehrender Von 1971 bis 1990 war er Keramiklehrer an der School of Arts and Crafts in Targa Gap in Mosta, dem heutigen „Institute for the Creativ Arts“.

### Werke im öffentlichen Raum
Auswahl:
- 2005 Times of Malta, Kunst entlang der Straße. Die Installation von Gabriel Caruana wurde bereits am Żebbuġ-Kreisverkehr aufgestellt.[4]
- 2014 Für den öffentlichen Skulpturengarten im Präsidentenpalast von Verdala wurde Caruana eingeladen, eine Keramikskulptur zu gestalten.

### Teilnahme an Symposien und Ausstellungen
- 2001 Ausstellung Bank of Valletta[5]

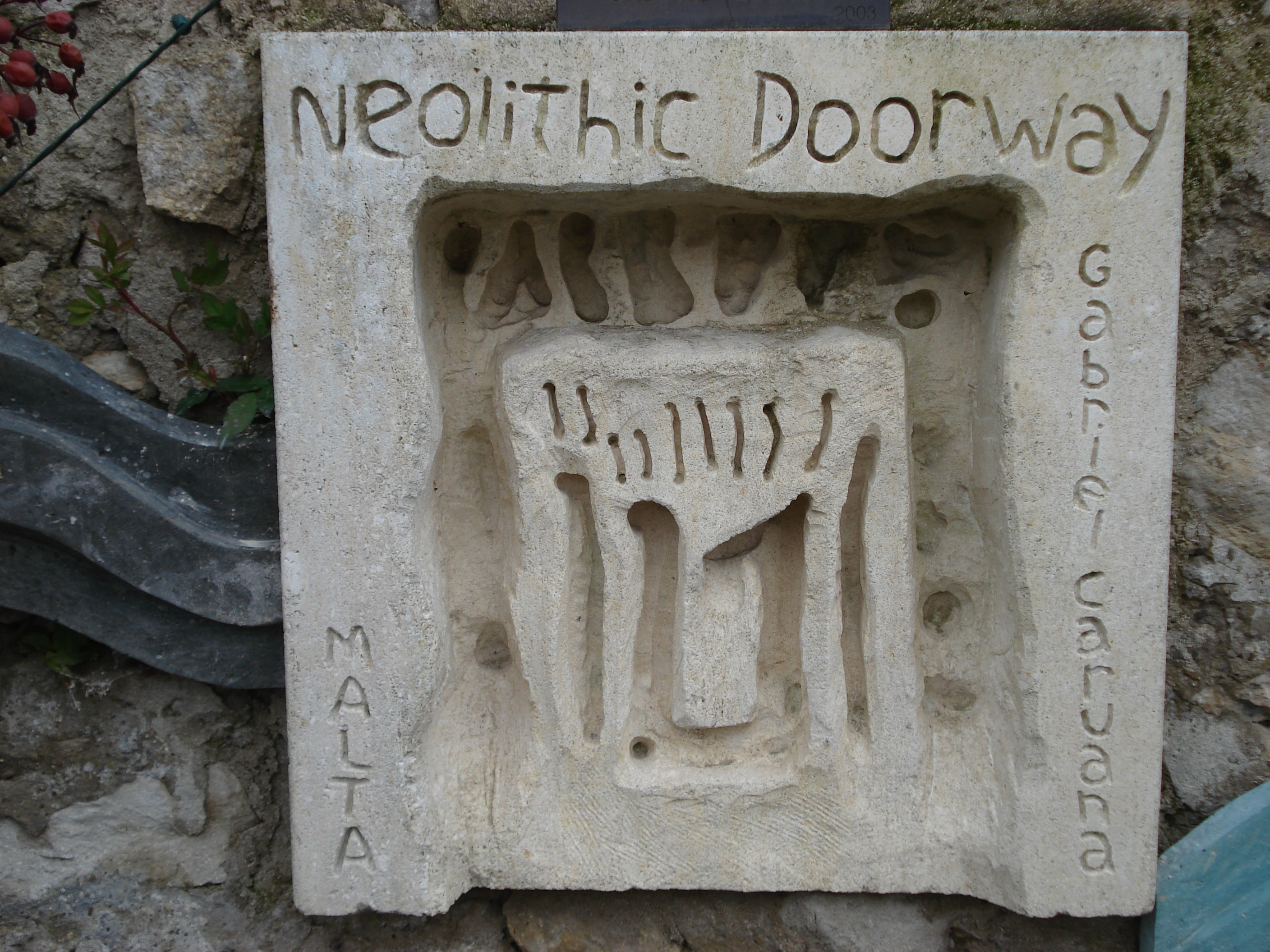
Länderplatte „Malta“ 2003 – Neolithisches Tor

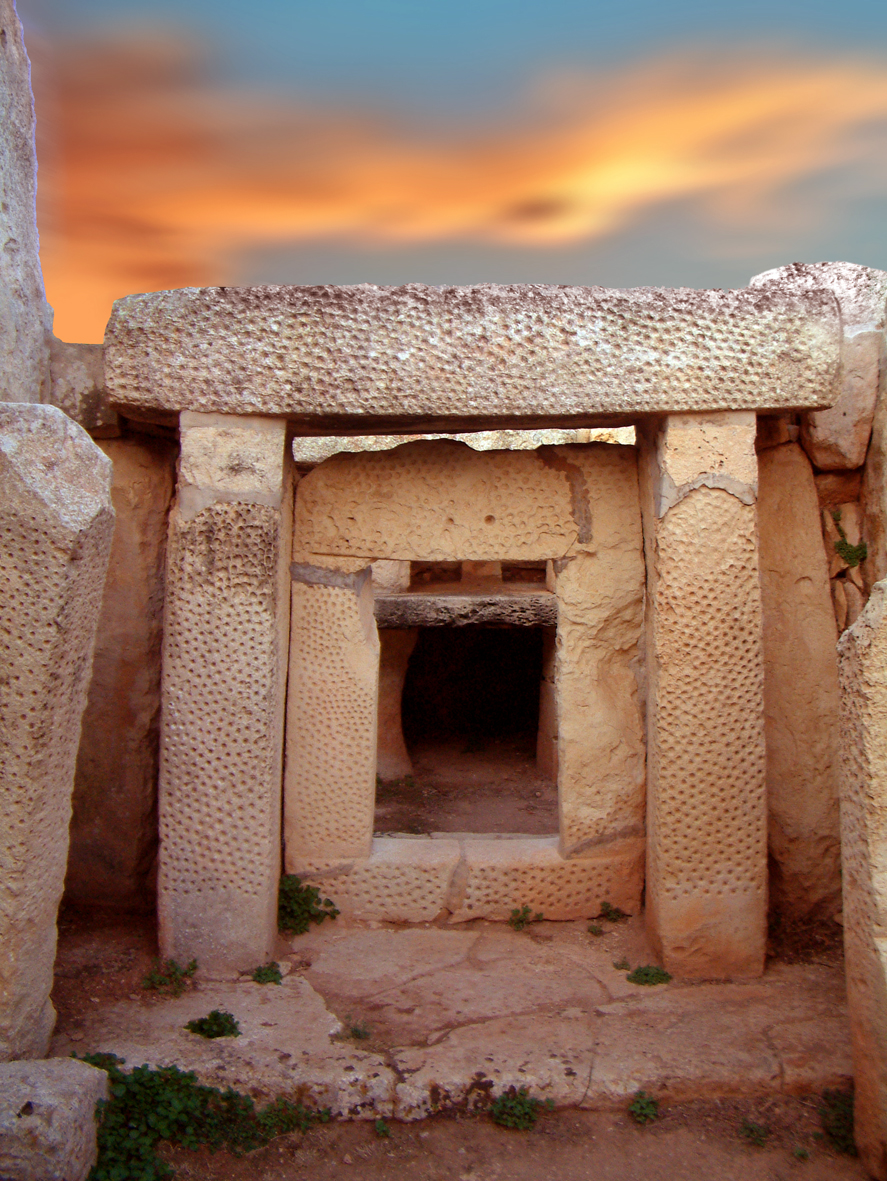
Megalithische Tempel von Malta

- 2003 präsentierte das Europa-Symposium Kaisersteinbruch im Burgenland, Österreich, die Länderplatten der Bildhauer Vija Dzintare von Lettland, Thomas Resetarits für die Burgenlandkroaten, Oswald Stimm für Spanien, Alen Novoselec von Kroatien und Gabriel Caruana von Malta für die Europa-Wand.[6] Der Journalist und Autor Günther Nenning war Ehrengast und Festredner.
- 2022 Art by the Seaside Gallery[7]

### Gabriel Caruana Foundation
- 2016 Im April 2016 gründeten Caruana, seine Tochter Raffaella Zammit[8], zusammen mit Prof. Richard England und Umberto Buttigieg die „Gabriel Caruana Foundation“.[9]
- 2017 Spazju Kreativ, Kinderprogramm[10]
- 2020 Buongiorno Ceramica, Keramik im öffentlichen Raum.[11]

## Auszeichnungen
- 1999 wurde ihm für künstlerische Leistungen die Medaille des Staates verliehen.
- 2014 – Die Malta Society of Arts (MSA) ehrte Gabriel Caruana mit der Goldmedaille. Vince Briffa, Präsident der MSA, überreichte den Preis.[12]
- 2017 – Gabriel Caruana wurde von der Universität Malta der Titel „Master of Letters – Honoris causa“ verliehen.

## Nachrufe
- The Times of Malta[13]
- Malta today[14]
- @issue artpaper[15]